# Еджі Геррінг
Еджі Геррінґ (англ. Aggie Herring; 4 лютого 1876 — 28 жовтня 1939) — американська акторка німого кіно. З 1915 по 1939 рік знялася в 119 фільмах.

## Життєпис
Еджі Геррінґ народилася в Сан-Франциско, штат Каліфорнія. Почала зніматися в кіно в 1915 році, і не припиняла зніматися до самої смерті в 1939 році. За час кар'єри знялася в цілому в 119 фільмах, у тому числі — 80 німих, як правило в другорядних ролях.
Серед найвідоміших фільмів з її участю «Олівер Твіст», режисера Френка Ллойда (1922), за участю Джеймса Маркуса і Джекі Кугана, «Певна річ», режисера Френка Капрі (1928) і «Денієл Бун» режисера Девіда Говарда (1936), з Джорджем О'Браєном і Гезер Ейнджел.
Померла в Санта-Моніці, штат Каліфорнія.

## Вибрана фільмографія
- 1921 — Вищий світ / Among Those Present — мати
- 1922 — Угода наосліп / A Blind Bargain — Бессі
- 1926 — Стежка до Фронтира / The Frontier Trail  — місис О'Ші